# Andrea Giaconi
Andrea Giaconi (Reggio nell'Emilia, 11 aprile 1974) è un ex ostacolista italiano, specializzato nei 110 metri ostacoli.
Ex primatista italiano dei 110 metri ostacoli con 13"35 (stabilito il 23 giugno 2002 ad Annecy), record poi battuto da Emanuele Abate il 13 maggio 2012, è stato cinque volte campione italiano.

## Biografia

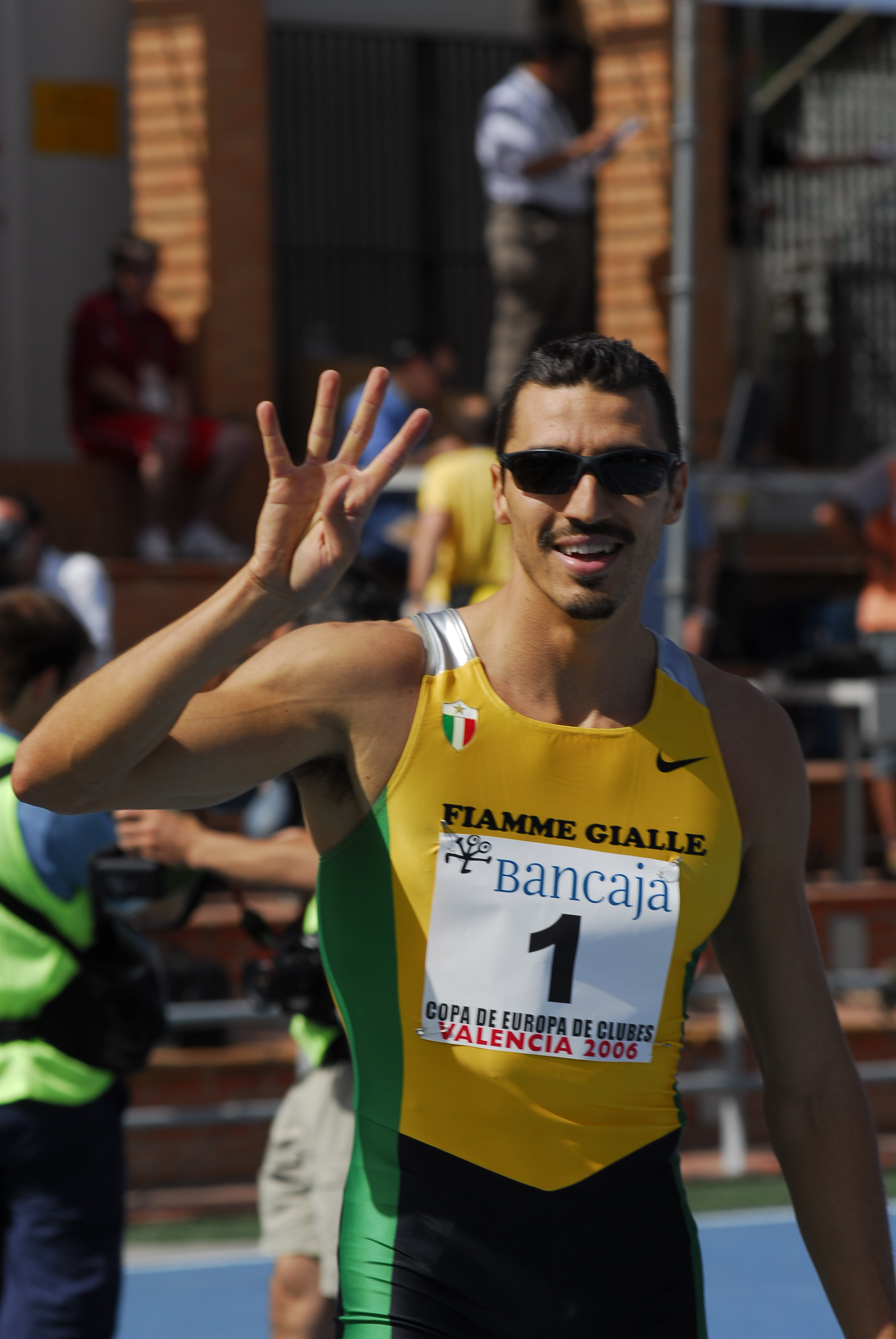
Giaconi vincitore della Coppa Europa per Club

La sua prima passione è stato il baseball, dove era apprezzato per la sua velocità come giocatore di situazione, soprattutto in qualità di “pinch runner” e “ladro di basi”. Inoltre è un collezionista non occasionale di fumetti ed esercita l'attività di assaggiatore di vini come iscritto all'Associazione Italiana Sommelier”.  
Ha iniziato con gli ostacoli nella Giglio reggiana, raggiungendo buoni risultati sotto la guida di Giampaolo Cellario. 
E' stato reclutato dalle Fiamme Gialle, nel 2000 ed ha incrementato i ritmi della preparazione. 
Nel 2002 ha conosciuto la sua stagione migliore, portando il record italiano a 13.35 con il terzo posto di Annecy in Coppa Europa, ma poi è stato frenato da diversi problemi (in carriera ha sofferto in 11 occasioni tra strappi e stiramenti).
Vincitore della medaglia d'argento ai Giochi del Mediterraneo di Almeria 2005 e della Coppa Europa Indoor Lipsia 2004 a cui si aggiungono un argento e tre bronzi in Coppa Europa (2002, 2003 e 2005).
Vanta al suo attivo anche un terzo posto in Golden League a Montecarlo e con il tempo di 13"1 è detentore del Record Italiano manuale (Nuoro 2002), il precedente record apparteneva a Eddy Ottoz con 13"4.
Si è ritirato dall'attività agonistica nel 2009.
Tra gli altri, ha allenato l'ostacolista Erica Barani, la sua ragazza, Silvia Cucchi (triplista di livello nazionale in forza alle Fiamme Oro) e il velocista Stefano Anceschi.

## Migliori Prestazioni

### 110 metri ostacoli

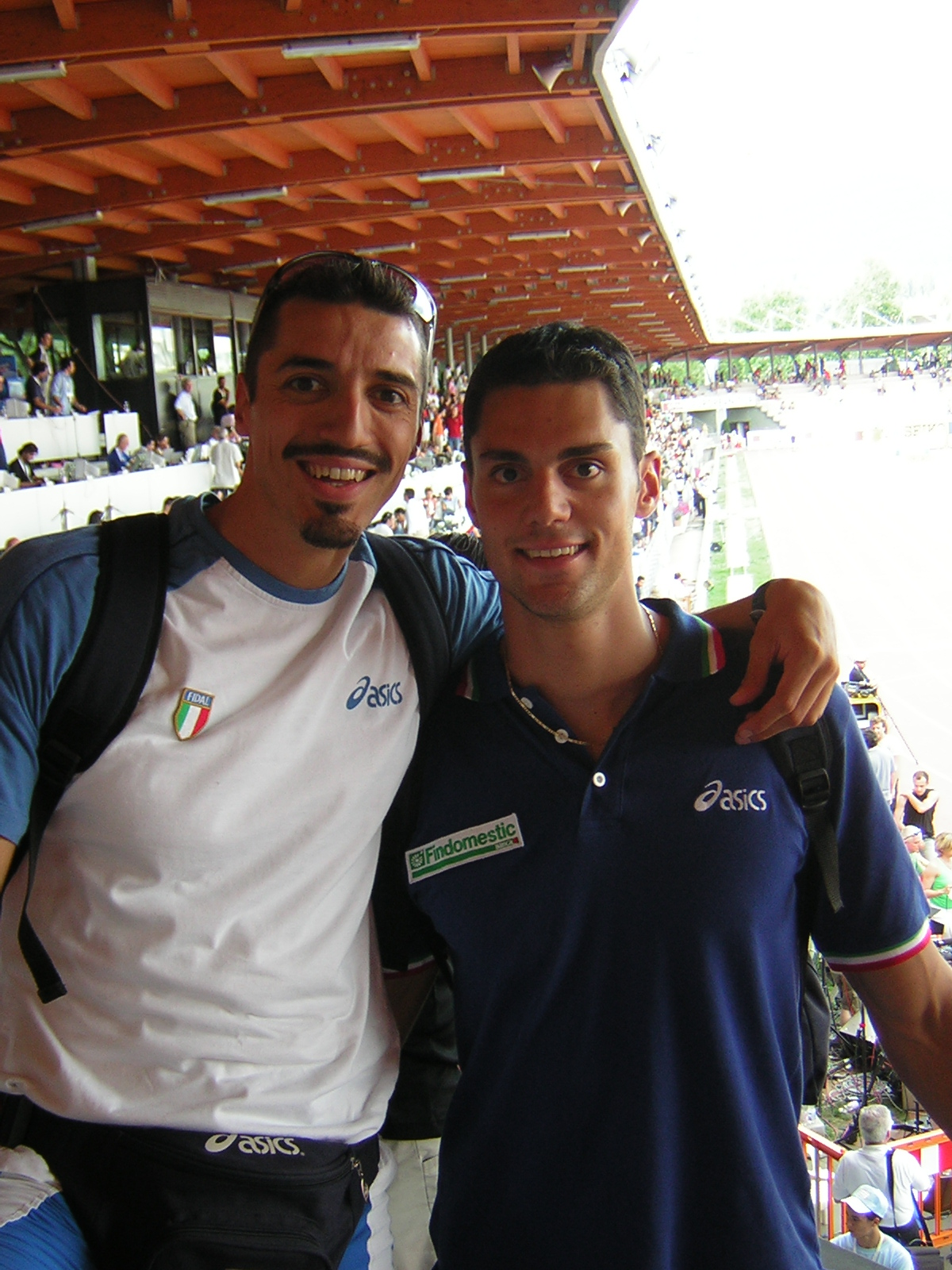
Giaconi (a sinistra) con il compagno Stefano Anceschi

| Stagione | Risultato | Luogo             | Vento  | Posizione | Data      |
| -------- | --------- | ----------------- | ------ | --------- | --------- |
| 2002     | 13"35     | Annecy            | (+0.7) | 3º        | 23-6-2002 |
| 2002     | 13"37     | Ginevra           | (+2.1) | 1ºb1      | 15-6-2002 |
| 2002     | 13"38     | Monaco            | (+0.0) | 3º        | 19-7-2002 |
| 2002     | 13"42     | Ginevra           | (+2.4) | 3º        | 15-6-2002 |
| 2002     | 13"43     | Retimo            | (+1.0) | 4º        | 7-7-2002  |
| 2000     | 13"46     | La Chaux-de-Fonds | (+0.7) | 1º        | 13-8-2000 |
| 2002     | 13"46     | Bellinzona        | (-0.3) | 1º        | 29-5-2002 |
| 2002     | 13"46     | Losanna           | (+1.1) | 7º        | 2-7-2002  |
| 2002     | 13"47     | Parigi            | (+1.1) | 6º        | 5-7-2002  |
| 2005     | 13"48     | Lagos             | (+2.3) | 1º        | 29-5-2005 |

## Palmarès

### Curriculum (110hs)
- National Championship: 5 (110hs: 1999 - 2005 - 2006, 60hs indoor: 2005 - 2006);
- Olimpic Games: 2000 (qf);
- World Championship: 1999 (qf), 2003 (sf);
- European Championship: 2002 (sf), 2006 (sf);
- World Indoor Championship (60hs): 2004 (sf), 2006 (sf);
- European Indoor Championship (60hs): 2000 (sf), 2005 (sf);
- World University Games: 1999 (sf);
- Mediterranean Games: 2005 (2);
- European Cup: 1999 (5), 2002 (3), 2003 (3), 2004 (8), 2005(3), 2006 (8);
- European Cup indoor (60hs): 2003 (2), 2004 (1), 2006 (6).